# 赘城
赘城、废城，俗称为台城，是位于江苏省南京市玄武区鸡鸣寺路北的一段古城墙。东端与南京明城墙相接，西端为断壁。全长253.15米，外高20.16米，西部厚9.8米，东部厚10.3米。1982年，以台城之名，列入第一批南京市文物保护单位。有学者认为赘城范围更长，从复舟山至胥家大塘共1021米，宽度小于其它南京明城墙，外高20.16米，内高9米。解放门向西一段为253.15米。

## 建筑相关

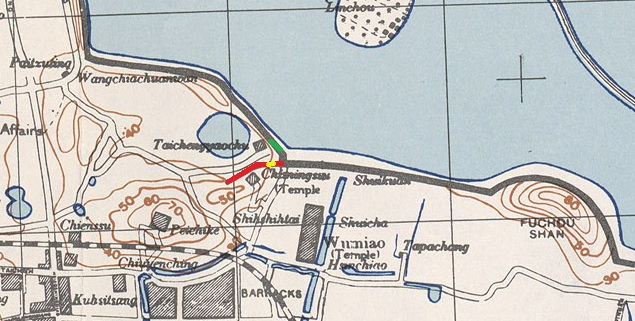
1927年时的南京地图，黑色粗线为南京城墙。红色标注为赘城；黄色标注为今解放门所在；绿色标注为今南京市明城垣史博物馆入口。赘城与城墙所夹胥家大塘至1960年代尚存，改称西家大塘。今已消失，仅有地名——西家大塘留存

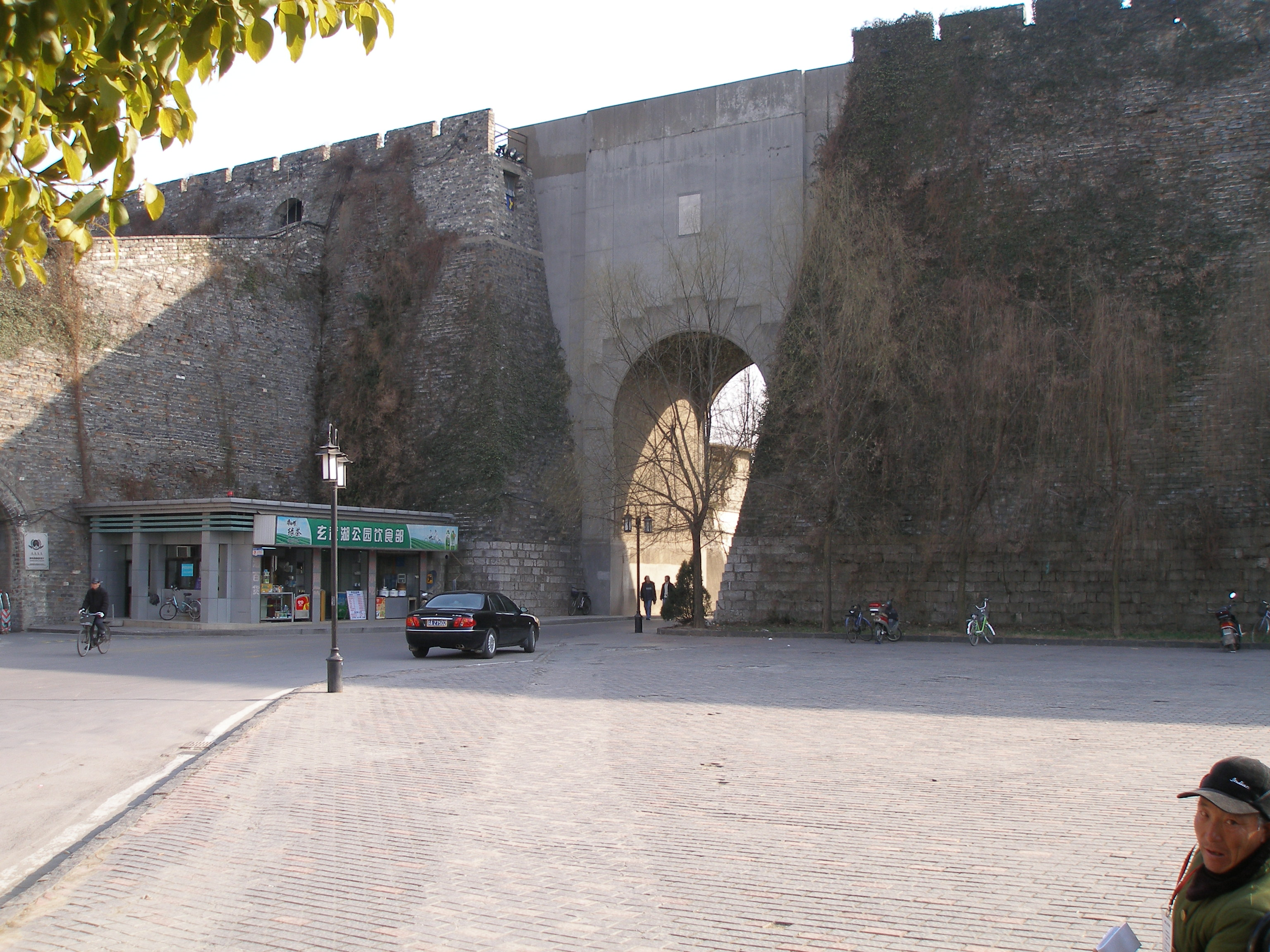
1952年开辟的解放门，门左为“后湖城墙”，门右为“台城”

中国学界对其建筑来源有四种说法，一、六朝都城建康城的皇宫——台城；二、建康城北墙；三，明初改建的前代城墙，细分为明初改建康城北墙说和明初改建前代要塞堡垒说两类；四、明初新建城墙说。
1951年至1952年，开辟新城门，称台城城门，即今解放门。施工过程中，于城墙豁口处发现墙中墙。有资料指1957年，在与解放门位置重合的“后湖小门”处再度发现墙中墙。学者周源则认为是1951、52年开辟解放门时的发现被误置于1957年。其后，南京城墙亦有类似的“墙中墙”现象被发现。1973年，对台城等段墙体进行整修，在墙内发现大量高岭土炼制的城砖，印有“江西袁州府”、“洪武十年”等字样。
学者周源推测，墙中墙是朱元璋称帝前、吴王时期所修建的新城城墙遗留。洪武初年，明政府再度建筑南京城墙，赘城亦在此例。洪武十九年（1386年）时，南京城墙的段落——后湖城（后湖城墙）完成。此段城墙由此废置。废置的原因，通常有两种说法，第一种为中途改筑说，认为是朱元璋建筑南京城时，缺乏事先规划，或因种种原因。譬如军事或地理因素，在此段城墙建成后，为把南京城北部的山脉，特别是长江江防制高点——狮子山囊括在内，向北扩城，放弃原本向西的城墙走向，直接沿玄武湖修建城墙，造成此段城墙废置。第二种为规划改筑说。是学者杨国庆认为南京城本无北扩计划，北部石城门至仪凤门、金川门段的城墙在洪武十九年前已修筑完毕。他推测，北部城墙原定以金川河为护城河，后向东扩展，以玄武湖为护城河，造成此段城墙废置。